# Anastasia (pièce de théâtre)
Pour les articles homonymes, voir Anastasia.
 (avril 2014).
Si vous disposez d'ouvrages ou d'articles de référence ou si vous connaissez des sites web de qualité traitant du thème abordé ici, merci de compléter l'article en donnant les références utiles à sa vérifiabilité et en les liant à la section « Notes et références ».

Anastasia est une pièce de théâtre en 3 actes de Marcelle Maurette créée à Paris le 8 novembre 1955 au théâtre Antoine avec Juliette Gréco dans le rôle-titre.

## Sujet
La pièce Anastasia est écrite d'après l'histoire véridique d'Anna Anderson qui a tenté de se faire passer pour la grande-duchesse Anastasia, la tsarine qui aurait survécu à l'assassinat de la famille impériale russe en 1917.

## Création
Anastasia est jouée au Lyceum Theatre à New York (Broadway) et à Londres, avant d'être créée en français le 8 novembre 1955 à Paris au théâtre Antoine, sur une mise en scène de Jean Le Poulain. Juliette Gréco est la grande-duchesse Anastasia et Lucienne Bogaert est l'impératrice douairière Alexandra Fiodorovna. La pièce a connu un succès triomphal dans le monde entier.

## Adaptations cinématographiques
- 1956 : Anastasia d'Anatole Litvak avec Ingrid Bergman
- 1956 : Anastasia, la dernière fille du tsar (Anastasia, die letzte Zarentochter) de Falk Harnack
- 1986 : Anastasia: The Mystery of Anna de Marvin J. Chomsky (téléfilm)
- 1997 : Anastasia de Don Bluth et Gary Oldman (dessin animé)

## Sources
- Jacques Siclier, Le mystère d'Anna Anderson sur reelclassics.com